# Slittino ai XVII Giochi olimpici invernali - Singolo maschile
La gara del singolo maschile di slittino dei XVII Giochi olimpici invernali di Lillehammer si disputò nelle giornate del 13 e 14 febbraio 1994 sul tracciato del Lillehammer Olympic Bobsleigh and Luge Track, situato nella frazione di Hunderfossen del comune di Lillehammer.
Il tedesco Georg Hackl conquistò la medaglia d'oro, mentre quelle d'argento e di bronzo andarono rispettivamente all'austriaco Markus Prock ed all'italiano Armin Zöggeler.

## Resoconto
In base a quanto previsto dal regolamento di qualificazione, poterono prendere parte alla competizione 33 atleti e ogni comitato nazionale poté schierare fino ad un massimo di tre partecipanti, sulla base della classifica della Coppa del Mondo 1993/94 risultante alla data ultima per la composizione delle delegazioni che avrebbero partecipato ai Giochi olimpici da parte dei vari comitati. Presenti al via, tra gli altri concorrenti, il tedesco Georg Hackl, campione olimpico uscente, nonché gli altri due atleti a podio in quell'edizione di Albertville 1992, nell'ordine gli austriaci Markus Prock, che trionfò nell'ultima edizione di Coppa del Mondo, e Markus Schmidt; in gara vi fu anche lo statunitense Wendel Suckow, all'epoca detentore del titolo iridato vinto a Calgary 1993.
Medaglia d'oro e titolo olimpico fu appannaggio del tedesco Georg Hackl, che sopravanzò sul podio l'austriaco Markus Prock ed l'italiano Armin Zöggeler, rispettivamente secondo e terzo classificato; 
fu una competizione molto serrata con diversi cambi al vertice e che si concluse in favore dell'atleta teutonico che vinse con un distacco di soli tredici millesimi di secondo, il più basso mai fatto registrare nella storia dei Giochi, equivalente a circa 25 centimetri dopo un totale di quasi 5 chilometri e mezzo di percorso: Hackl fece segnare il miglior tempo nelle prime due discese in programma, ma la classifica provvisoria dopo la prima giornata lo vedeva in vantaggio di un solo centesimo su Prock ed a poca distanza seguivano Zöggeler, lo statunitense Duncan Kennedy e l'altro italiano Arnold Huber. Nella terza manche, mentre l'americano Kennedy fece un errore che non gli consentì di terminare la prova estromettendolo così dalla rincorsa al podio, Prock fece segnare un tempo eccezionale che lo portò in testa alla graduatoria con oltre cinque centesimi su Hackl; nella quarta e decisiva frazione, mentre il tedesco faceva segnare il secondo tempo alle spalle del solo Zöggeler, l'austriaco incappò in un ondeggiamento lungo la curva 10 che gli fece perdere tutto il vantaggio accumulato relegandolo così al secondo posto in favore del rivale Hackl.
Con questo successo Hackl divenne il primo slittinista a conquistare due titoli olimpici nella specialità del singolo, dopo quello ottenuto ad Albertville 1992, e fu sempre il primo a salire sul podio in tre diverse edizioni, avendo centrato la seconda piazza a Calgary 1988.

## Risultati
| Pos. | Atleta             | Nazione                 | 1ª manche | 2ª manche | 3ª manche | 4ª manche | Totale   | Distacco |
| ---- | ------------------ | ----------------------- | --------- | --------- | --------- | --------- | -------- | -------- |
|      | Georg Hackl        | Germania                | 50"296    | 50"560    | 50"224    | 50"491    | 3'21"571 |          |
|      | Markus Prock       | Austria                 | 50"300    | 50"566    | 50"166    | 50"552    | 3'21"584 | +0"013   |
|      | Armin Zöggeler     | Italia                  | 50"441    | 50"601    | 50"365    | 50"426    | 3'21"833 | +0"262   |
| 4    | Arnold Huber       | Italia                  | 50"558    | 50"763    | 50"546    | 50"551    | 3'22"418 | +0"847   |
| 5    | Wendel Suckow      | Stati Uniti             | 50"698    | 50"819    | 50"359    | 50"548    | 3'22"424 | +0"853   |
| 6    | Norbert Huber      | Italia                  | 50"659    | 50"836    | 50"399    | 50"580    | 3'22"474 | +0"903   |
| 7    | Gerhard Gleirscher | Austria                 | 50"857    | 50"811    | 50"352    | 50"549    | 3'22"569 | +0"998   |
| 8    | Jens Müller        | Germania                | 50"563    | 50"858    | 50"297    | 50"862    | 3'22"580 | +1"009   |
| 9    | Al'bert Demčenko   | Russia                  | 50"601    | 50"863    | 50"633    | 50"530    | 3'22"627 | +1"056   |
| 10   | Markus Schmidt     | Austria                 | 50"664    | 50"870    | 50"750    | 50"830    | 3'23"114 | +1"543   |
| 11   | Sergej Danilin     | Russia                  | 50"767    | 50"973    | 50"665    | 50"856    | 3'23"261 | +1"690   |
| 12   | Mikael Holm        | Svezia                  | 50"917    | 51"087    | 50"946    | 51"099    | 3'24"049 | +2"478   |
| 13   | Anders Söderberg   | Svezia                  | 51"111    | 51"197    | 50"809    | 50"982    | 3'24"099 | +2"528   |
| 14   | Eduard Burmistrov  | Russia                  | 51"102    | 51"351    | 50"877    | 51"063    | 3'24"393 | +2"822   |
| 15   | Alexander Bau      | Germania                | 51"020    | 51"078    | 50"885    | 51"430    | 3'24"413 | +2"842   |
| 16   | Robert Pipkins     | Stati Uniti             | 51"248    | 51"332    | 50"885    | 51"115    | 3'24"580 | +3"009   |
| 17   | Bengt Walden       | Svezia                  | 51"331    | 51"325    | 51"091    | 51"105    | 3'24"852 | +3"281   |
| 18   | Agris Elerts       | Lettonia                | 51"395    | 51"777    | 51"237    | 51"584    | 3'25"993 | +4"422   |
| 19   | Jozef Škvarek      | Slovacchia              | 51"775    | 51"835    | 51"300    | 51"612    | 3'26"522 | +4"951   |
| 20   | Clay Ives          | Canada                  | 51"518    | 51"822    | 51"699    | 51"647    | 3'26"686 | +5"115   |
| 21   | Juris Vovčoks      | Lettonia                | 51"647    | 51"794    | 51"769    | 51"738    | 3'26"948 | +5"377   |
| 22   | Kazuhiko Takamatsu | Giappone                | 51"658    | 51"471    | 51"782    | 52"192    | 3'27"103 | +5"532   |
| 23   | Kyle Heikkila      | Isole Vergini Americane | 52"007    | 52"007    | 51"519    | 51"703    | 3'27"236 | +5"665   |
| 24   | Spyros Pinas       | Grecia                  | 51"996    | 52"170    | 51"782    | 51"864    | 3'27"812 | +6"241   |
| 25   | Yuji Sasaki        | Giappone                | 51"970    | 52"279    | 52"286    | 51"943    | 3'28"478 | +6"907   |
| 26   | Paul Hix           | Regno Unito             | 52"410    | 52"398    | 52"073    | 52"234    | 3'29"115 | +7"544   |
| 27   | Marco Felder       | Liechtenstein           | 52"279    | 52"445    | 52"122    | 52"563    | 3'29"409 | +7"838   |
| 28   | Atsushi Sasaki     | Giappone                | 52"460    | 52"661    | 52"241    | 52"434    | 3'29"796 | +8"225   |
| 29   | Reto Gilly         | Svizzera                | 52"740    | 52"555    | 52"696    | 52"436    | 3'30"427 | +8"856   |
| 30   | Simon Payne        | Bermuda                 | 52"606    | 52"855    | 52"543    | 52"633    | 3'30"637 | +9"066   |
| 31   | Nedžad Lomigora    | Bosnia ed Erzegovina    | 53"254    | 53"126    | 54"725    | 53"023    | 3'34"128 | +12"557  |
| 32   | Roger White        | Australia               | 55"674    | 54"546    | 54"842    | 58"000    | 3'43"062 | +21"491  |
| DNF  | Duncan Kennedy     | Stati Uniti             | 50"587    | 50"633    | DNF       | –         | –        | –        |

Data: domenica 13 febbraio 1994

Ora locale 1ª manche: 10:00 (UTC+1)

Ora locale 2ª manche: 11:30 (UTC+1)

Data: lunedì 14 febbraio 1994

Ora locale 3ª manche: 10:00 (UTC+1)

Ora locale 4ª manche: 11:30 (UTC+1)

Pista: Lillehammer Olympic Bobsleigh and Luge Track

Lunghezza: 1 365 m.

Curve: 16 (10 a sinistra e 6 a destra)

Partenza: 350 m. s.l.m.

Arrivo: 240 m. s.l.m.

Dislivello: 110 m.

Legenda:
- DNS = non partito (did not start)
- DNF = gara non completata (did not finish)
- DSQ = squalificato (disqualified)
- Pos. = posizione